# Cruckshanksia macrantha
Cruckshanksia macrantha är en måreväxtart som beskrevs av Rodolfo Amando Philippi. Cruckshanksia macrantha ingår i släktet Cruckshanksia och familjen måreväxter. Inga underarter finns listade i Catalogue of Life.